# قانون السنوات العشر
لم تكـن بريطانيا مسـتعدةً عسـكريًّا لحرب في أوروبا ؛ بسـبب قانون السـنوات العشر، الذي سُنَّ عام 1919م بعد الحرب العالميَّـة الأولى، وجدِّد العمل به عام 1928م ويقضي بأنَّ بريطانيا لن تكون شريكة في أيِّ حرب كبيرة إبَّان السنوات العشر المقبلة؛ ولن تكون هنـاك أيّ حاجة لإرسـال قوات مسـلحة إلى أيّ مكان. وعليـه قُلِّصت ميزانيّة التسـلّح عدا النفقات على الأسـطول البحري فقط؛ للحفاظ عـلى الإمبراطوريَّة. وهكذا، أضرّ هذا القانـون بالإنتـاج الحربي وأثّر بشـكلّ سـلبيّ على مستوى القوات المسلحة. وقد أشارت لجنة المتطلبات إلى الدوافـع البريطانيّـةـ أواخـر شـهر تموز عـام 1935م، بـأنَّ آخر موعدٍ لوصـول بريطانيا إلى حالة إستنفار عسكريّ هو شهر كانون الثاني عام 1939م؛ ولا يمكنهـا أن تتجـاوز هذا التاريـخ دون أن تواجه خطرًا جسـيمًا .